# Five Time
Five Time è stato un programma televisivo italiano, trasmesso da Canale 5 dal 27 settembre 1981 il martedì, giovedì e sabato pomeriggio alle 16:30 per quattro edizioni.

## Il programma
È stato il primo contenitore pomeridiano per ragazzi lanciato nel 1981, su Canale 5. Il programma era condotto dal pupazzo Five (doppiato da Marco Columbro), Fabrizia Carminati e Augusto Martelli, insieme ad altre due mascotte: il serpente Bis e il cane Ivan.
Il programma è andato in onda fino al 1984, alternandosi con Pomeriggio con Five, programma praticamente identico e con lo stesso cast ma dal titolo diverso..
Il programma andava in onda alle 16:30 ed aveva la funzione di lanciare, tramite gag e scenette tra i conduttori e Five, i vari cartoni animati e telefilm della rete...

## La sigla
Nella stagione televisiva 1983-1984 la sigla New Five Time, è scritta da Alessandra Valeri Manera ed Augusto Martelli e cantata da Cristina D'Avena e il pupazzo Five.

## I programmi trasmessi

### Cartoni animati
Asterix, 
Candy Candy,
Charlie Brown,
Gatchaman - La battaglia dei pianeti, 
Golion, 
Gotriniton, 
I Puffi, 
L'ape Maia, 
La regina dei mille anni, 
Piccole donne,
Bambino Pinocchio, 
Tansor 5,
Tom & Jerry.

### Telefilm
Alice, 
Baretta, 
Il mio amico Arnold, 
Enos, 
L'albero delle mele, 
Galactica, 
General Hospital, 
Giorno per giorno, 
Hazzard,
I Jefferson, 
Il mio amico Ricky, 
Il ritorno di Simon Templar, 
Jenny e Chachi,
Kung fu, 
L'uomo da sei milioni di dollari,
L'uomo di Atlantide, 
La piccola grande Nell, 
Le rocambolesche avventure di Robin Hood contro l'odioso sceriffo, 
Lou Grant, 
Love Boat,
Mary Tyler Moore, 
Maude, 
Ralph Supermaxieroe, 
Search, 
Serpico,
Spazio 1999, 
T.J. Hooker, 
Tarzan, 
The Doctors, 
Arcibaldo, 
Wonder Woman.